# Partido Unión Agrícola Cartaginés
El Partido Unión Agrícola Cartaginés es un partido político costarricense provincial y agrarista de la provincia de Cartago. Participó en las elecciones de 1970 recibiendo menos del 1% de los votos y sin conseguir asientos en el Congreso. En las elecciones de 1974 consiguió su primer diputado 1.2% de los votos. Ha obtenido diputados en cinco ocasiones: 1974, 1978, 1986, 1990 y 1994. Su líder y quien fue diputado cuatro veces (aunque la primera por medio del Partido Independiente) fue Juan Guillermo Brenes Castillo, más conocido como "Cachimbal". Sus otros dos diputados fueron Martín Rolando Brenes Aguilar y Jorge Rodríguez.

## Elecciones legislativas
|  | 0.4 % |

|  | 1.2 % |

|  | 0.9 % |

|  | 0.7 % |

|  | 1.1 % |

|  | 1.0 % |

|  | 1.1 % |

|  | 0.5 % |

|  | 0.4 % |

|  | 0.4 % |

|  | 0.6 % |